# Eicosanoide
Eicosanoidele (eicosanoizii) sau icosanoidele (din greaca eikosi = douăzeci, deoarece acidul arahidonic are 20 de atomi de carbon în lanț + eidos = formă) sunt un grup de substanțe organice de natură fosfolipidică, derivate din unii acizi grași polinesaturați esențiali polietilenici cu 20 atomi de carbon, îndeosebi din acidul arahidonic, un acid gras component al membranelor celulare. Grupul eicosanoidelor cuprinde: prostaglandinele primare sau clasice (PG), endoperoxizii prostaglandinici (PGG2, PGH2), prostaciclina (PGI2), tromboxanii (TX), leucotrienele (LT) și lipoxinele. Eicosanoidele au  în general  o durată de viață foarte scurtă. Toate țesuturile mamiferelor sintetizează prostaglandine ca răspuns la diverși stimuli (umorali, electrici, mecanici etc.). Eicosanoidele sunt înzestrate cu activități hormonale sau modulatoare și intervin în fiziopatologia multor procese fundamentale ca vasomotricitatea (reglarea tonusului vascular), inflamația, tromboza (agregarea plachetelor), secreția gastrică, reproducerea, funcția renală (eliminarea urinară de sodiu), transmisia nervoasă. Ele joacă un rol important în mișcările ionice de la nivelul biomembranelor.  